# 中3線
中3線 西勢－日南，是位於臺中市的一條鄉道，西起臺中市大甲區西勢，東至大甲區日南，全長6.497公里。1961年此路首次列入鄉道系統，當時編號為中4線，1976年將終點移至台1線新線岔路，長度略減為6.120km，重編鄉道後路線改回1966年版本。

## 路線說明
臺中市
- 大甲區：西勢0.0k（起點，西勢海堤舊國軍營房前）→ 臨江路 → 建興（ 中125線終點）→ 大甲交流道（聯絡 台61線）→ 日南（ 台1線岔路）→ 日南6.497k（終點， 台1線舊線岔路，和 中5線共用終點）

## 沿線景點、設施
- 日南車站（終點附近，縣定古蹟）

## 交會重要道路
- 中125線（可通往同安厝、西歧）
- 台61線
- 台1線

## 交流道
- 大甲交流道（僅北出南入）